# Tre di troppo
Tre di troppo è un film commedia del 2023 diretto da Fabio De Luigi. Il film ha per protagonisti Fabio De Luigi e Virginia Raffaele.

## Trama
Marco e Giulia, una coppia felicemente senza figli, si gode la vita tra vestiti costosi, serate in discoteca e sesso sfrenato. Lui ha un barber shop per uomini single che hanno il tempo di curare il proprio aspetto, mentre lei è la capo commessa di un negozio di vestiti femminili di lusso. Amano la loro vita così com’è e lo ribadiscono ad ogni occasione, anche ai loro cari amici Anna e Carlo ormai logorati ed esasperati dai figli. Dopo l’ennesimo disastro combinato da Marco e Giulia, Anna, furiosa, decide di lanciare una maledizione da “madre” ai due viveurs; in questo modo la coppia si risveglia il giorno dopo con tre bambini che si ostinano a chiamarli mamma e papà. I ruoli si ribaltano e i due si troveranno ad occuparsi di questioni che avevano evitato per tutta la vita, così il loro unico obiettivo diventerà liberarsi dei tre pargoli e tornare alla felice e tranquilla vita precedente nella quale poi, i progetti cambieranno.

## Distribuzione
Inizialmente l’uscita del film era prevista per il 27 gennaio 2022, ma a causa di alcuni ritardi dovuti alla pandemia Covid-19, la pellicola uscì nelle sale il 1 gennaio 2023.

## Accoglienza

### Incassi
Ha incassato 4,8 milioni di euro.